# Melangyna compositarum
Melangyna compositarum là một loài ruồi trong họ Ruồi giả ong (Syrphidae). Loài này được Verrall mô tả khoa học đầu tiên năm 1873. Melangyna compositarum phân bố ở vùng Cổ Bắc giới